# Psalmopoeus affinis
Psalmopoeus affinis é uma espécie de aranha pertencente à família Theraphosidae (tarântulas).